# Estimation (gestion de projet)
Pour les articles homonymes, voir Estimation.
 (janvier 2009).
En gestion de projet, l'estimation a trois significations :
1. Opération: Action de prédire une grandeur telle qu'une caractéristique physique, une performance ou le coût et la durée d'une tâche d'un projet, tâche qui peut consister en l'acquisition d'un produit. Elle s'effectue à partir de données de référence d'éléments similaires connus et de données descriptives de l'élément à estimer. Cette opération va d'abord conduire à des caractéristiques comme la taille, la vitesse ou la puissance, qui seront ensuite utilisées pour estimer les coûts et délais. Les chiffres obtenus permettront, si l'on est le client, d'établir un budget destiné au financement, et si l'on est fournisseur, d'établir l'offre commerciale puis le budget du projet.
2. Discipline, ou fonction remplie par le personnel qui réalise l'estimation, qu'il soit l'exécutant de la tâche estimée (le plus courant), ou par un estimateur affecté uniquement à cette fonction, au sein par exemple d'un service chiffrage, ou bureau des méthodes (dans l'industrie). Cette fonction est particulièrement sollicitée en amont d'un projet, lors de l'établissement d'un budget ou de l'appel d'offres, d'abord pour le fournisseur principal, ensuite pour les contrats de sous-traitance. Elle fait appel aux méthodes suivantes, qui sont souvent combinées les unes aux autres lors de l'opération d'estimation:
  - Analytique (ou Bottom-Up): N'est applicable que si les caractéristiques détaillées sont connues. Méthode lourde mais précise et donnant de grandes capacités d'analyse.
  - Barèmes: Extrapolation à partir de valeurs connues et d'un paramètre de transition unique tel que la taille ou la capacité.
  - Jugement d'expert: Fait appel au feeling de l'expert qui appliquera le plus souvent la méthode analogique de manière informelle. A n'utiliser qu'en dernier recours.
  - Delphes : c'est un perfectionnement de la méthode du "jugement d'expert". Elle fait appel à plusieurs experts et permet d'organiser la confrontation de façon à les amener à un consensus tout en limitant les influences mutuelles
  - Paramétrique: Basée sur des modèles construits à partir de données de références sur lesquels on lance des analyses de régression. On obtient ensuite rapidement un chiffre à partir de quelques paramètres.
  - Analogique: Basée sur la comparaison du projet à chiffrer (cas cible) aux projets passés (cas source). La comparaison se fait sur la base d'une série de paramètres descripteurs standardisés. Les paramètres peuvent être des variables continues (masse, surface) ou des attributs symboliques (listes déroulantes).
3. Résultat: Chiffre résultant de l'opération d’estimation, concernant une durée, une grandeur telle que la taille, ou le plus souvent un coût. Il sera dans ce cas présenté, de manière plus ou moins détaillée (de quelques pages pour une évaluation budgétaire à des centaines de pages pour un budget de projet), sur un devis qui conduira, entre autres, à l'offre commerciale. En tant que budget du projet, il constitue la référence à laquelle seront comparées les dépenses réelles, pour déterminer les éventuels dépassements.